# 福岡県立育徳館中学校・高等学校
福岡県立育徳館中学校・高等学校（ふくおかけんりつ いくとくかんちゅうがっこう・こうとうがっこう, 英語: Fukuoka
Prefectural Ikutokukan Junior and Senior High School）は、福岡県京都郡みやこ町豊津にある県立中学校・高等学校。

## 概要
歴史
小倉藩の藩校の流れをくむ「豊津中学校」（旧制中学校）と「豊津高等女学校」を前身としている。藩校開設の1758年（宝暦8年）を創立年、中学校設置の1871年（明治4年）を開校年としている。2009年（平成21年）に創立250周年を迎えた。
校訓（校風）
「文武両道」「質実剛健」 を教育の柱としている。
校章
藩校思永斎を開校した小倉藩にちなみ、家紋の三階菱を3つ組み合わせたものを背景に、校名の「育徳」の文字（縦書き）を中央に置いている。
校歌
作詞は、小宮豊隆、作曲は信時潔によるもの。豊津高等学校時代の物をそのまま採用している（中学校・高等学校とも同じ）。歌詞は4番まである。
同窓会
「錦陵会」（きんりょうかい）と称する。東京に支部を置く。

## 沿革
藩校時代
前述の通り、同校の起源は小倉藩の藩校「思永斎」にまでさかのぼる。思永斎は1758年（宝暦8年）5月1日に小倉藩主小笠原忠総の命により藩儒で朱子学者の石川麟洲宅で開校した。その後1788年（天明9年）1月22日に思永斎は小倉城三の丸に移転され、武芸稽古場が併設されて「思永館」と改称された。学頭には麟洲の二男である彦岳（げんがく）が就任した。
小倉藩が豊津に移ったのは長州戦争の影響である。幕末のこと、禁門の変をきっかけに朝廷と幕府は長州追討令を発し、幕府軍と長州は一触即発の状態となったが、変の首謀者の処分、尊王攘夷派公家の九州移転などが行われたことで一旦戦闘は回避された（第一次長州戦争）。しかし高杉晋作ら尊王攘夷派が藩に戻ると再び長州は幕府に対して対決姿勢を見せるようになり、幕府は小倉と広島に兵を集結させた上で交渉にあたったが、交渉は決裂。1866年（慶応2年）6月7日に遂に戦闘が開始された（第二次長州戦争）。
この戦争で小倉は激戦地となった。熊本藩の活躍もあって一時は長州軍を領内から追い出す事に成功するが、幕府の指揮の拙さもあって諸藩はほとんど戦闘に参加せず、さらに将軍徳川家茂の死を理由に幕府軍の総督が撤退したことで戦線は総崩れとなり、ついに小倉藩は後方に撤退して戦闘を継続する事を決定。8月1日には小倉城が焼却され、それに伴って思永館も焼失した。その後小倉藩は香春町に臨時の藩庁をおき、翌年5月1日には香春光願寺に「文武館」（香春思永館）が開設される。
終戦後の1869年（明治2年））1月4日には正式に藩庁を錦原（後に豊津町（現・みやこ町））へ移して藩名も「豊津藩」と改称した。これに伴い、文武館も「育徳館」と改称された。翌年には1870年（明治3年）10月20日には育徳館分校として、大橋に洋学校を開設する。
廃藩・旧制中学時代
- 1871年（明治4年）7月 - 変則中学校[5]として特に英学と洋学の教授を行う。
- 1874年（明治7年）6月 - 育徳館を廃止し、「第三十五番中学育徳学校」に改称。
- 1876年（明治9年）10月29日 - 秋月の乱により、校舎が破損。破損個所を補修するため、38日間の休校措置をとる。
- 1879年（明治12年）9月9日 - 「福岡県立豊津中学校」と改称。
- 1882年（明治15年）8月23日 - 香春・小倉の二分校はそれぞれ独立し、香春中学校、小倉中学校（現・福岡県立小倉高等学校）と改称。
- 1887年（明治20年）
  - 3月31日 - 勅令第15号中学校令改正により、豊津中学校は廃校。授業は継続。
  - 5月5日 -  「福岡県立豊津尋常中学校」として再建。
- 1901年（明治34年）5月4日 - 「福岡県立豊津中学校」と改称。
- 1925年（大正14年）4月1日 - 「福岡県豊津中学校」と改称。
- 1930年（昭和5年）5月18日 - 武道場「思永館」が完成。
- 1948年（昭和23年）4月1日 - 学制改革により、「福岡県立豊津高等学校」（男子校）となる。

高等女学校時代
- 1912年（明治45年）4月 - 「京都郡立豊津実業女学校」が開校。
- 1923年（大正12年）4月 - 「福岡県立京都実業女学校」と改称。
- 1939年（昭和14年）4月1日 - 「福岡県立豊津高等女学校」と改称。
- 1948年（昭和23年）4月1日 - 学制改革により、「福岡県立豊津女子高等学校」となる。

新制高等学校
- 1949年（昭和24年）8月31日 - 豊津高等学校（男子校）と豊津女子高等学校を統合して、「福岡県立豊津高等学校」（男女共学）となる。
- 1987年（昭和62年）3月28日 - 講堂兼体育館が完成。
- 1988年（昭和63年）3月31日 - セミナーハウスが完成。
- 1989年（平成元年）8月26日 - 旧講堂「思永館」が福岡県文化財に指定。
- 1993年（平成5年）2月17日 - 思永館を移築。
- 1997年（平成9年）4月1日 - 普通科理数コース（1クラス）を設置。

中高一貫教育
- 2003年（平成15年）11月1日 - 福岡県立育徳館中学校が設置。生徒募集を開始。
- 2004年（平成16年）4月1日 - 福岡県立育徳館中学校が開校。
- 2006年（平成18年）3月31日 - 普通科理数コースを廃止。
- 2007年（平成19年）4月1日 - 「福岡県立育徳館中学校・高等学校」（現校名）に改称。
- 2009年（平成21年）5月20日 - 新校舎が完成。

## 施設
- 「思永館」- 明治初期の洋館建築で、かつての講堂。福岡県文化財。現在は管弦楽部の活動場所として使用。
- 「小笠原文庫」- 小倉藩（小笠原藩）の貴重な歴史的資料を所蔵。宮本武蔵の資料などもある。
- 「黒門」- 藩校時代の校門で、東大の赤門に対しこう呼ばれる。

## 名物
- 角帽
- 茶摘(現在は廃止)
- The・座（現在は解散）
- 錦陵音楽祭（現在は廃止）

## 学校行事
3学期制
1学期
- 4月 - 入学式、新入生歓迎行事、高校1年自立と協働を学ぶ体験活動
- 5月 - 開校記念式典、中間考査、台ヶ原茶園茶摘み(令和元年度で廃止)、

中学1年自立と協働を学ぶ体験活動
- 6月 - 体育大会、期末考査、生徒総会
- 7月 - 前期夏期課外（補習）
- 8月 - 後期夏期課外

2学期
- 9月 - 文化祭、中間考査
- 10月 - 中学生体験入学、高校2年修学旅行（シンガポール海外研修）
- 11月 - 期末考査、高校3年学年末考査
- 12月 - マラソン大会、冬季課外（補習）

3学期
- 1月 - 大学入学共通テスト、中学3年学力到達度テスト
- 2月 - 中学2年修学旅行（スキー研修旅行）、推薦入学試験、学年末考査
- 3月 - 卒業式、一般入試、春季課外（補習）、クラスマッチ

## 部活動
運動部
- 女子バスケットボール部
- 男子バスケットボール部
- 女子バレーボール部
- 柔道部
- 野球部
- サッカー部
- 剣道部
- バドミントン部
- 弓道部 (高校のみ)
- 陸上部
- 総合運動部

文化部
- 科学部
- 茶道部
- 管弦楽部
- 華道部
- 調理部 (高校のみ)
- 美術部
- 囲碁・将棋部
- 文芸部

## 交通アクセス
最寄りの鉄道駅
- JR九州 日豊本線「新田原駅」より自転車で約18分
- 平成筑豊鉄道 田川線「新豊津駅」より自転車で約15分（またはシャトルバスで約5分）

最寄りのバス停
- 太陽交通 「豊津支所」バス停（行橋駅から約20分、築城駅から約16分）

最寄りの道路
- 国道496号

## 著名な出身者
- 岩垂邦彦（日本電気創業者）藩校時代 - 校内に記念碑が建立されている
- 奥保鞏（元帥陸軍大将）藩校時代
- 小川又次（陸軍大将）藩校時代
- 尾崎仙次（B-R サーティワン アイスクリーム社長）
- 小沢武雄（陸軍中将）
- 矢頭良一（発明家、3年間在学、中退）
- 小宮豊隆（文人）
- 堺利彦（社会主義者・思想家・作家・小説家）
- 葉山嘉樹（プロレタリア作家）
- 唐崎信男（元プロ野球選手）-南海ホークス
- 杉山元（元帥陸軍大将、陸士12期、秦中将と同級生）
- 秦真次（陸軍中将、陸士12期、杉山元帥と同級生）
- 鶴田知也（プロレタリア作家）
- 永井龍雲（音楽家）
- 坂千秋（内務次官）
- 奥村喜和男（内閣情報局次長、企画院・逓信省官僚）
- 剱木亨弘（内閣官房副長官、文部事務次官、文部大臣）
- 勝正憲（逓信大臣、東京市助役、東京税務監督局長）
- 田原春次（日本社会党衆議院議員）
- 石田比呂志（歌人）
- 水野葉舟（詩人）
- 小坪慎也（行橋市議会議員）
- 古宮洋二（JR九州第6代社長）
- 綿涙粉緒（小説家、漫画原作者、アニメ原作者）